# Burbuja de filtros

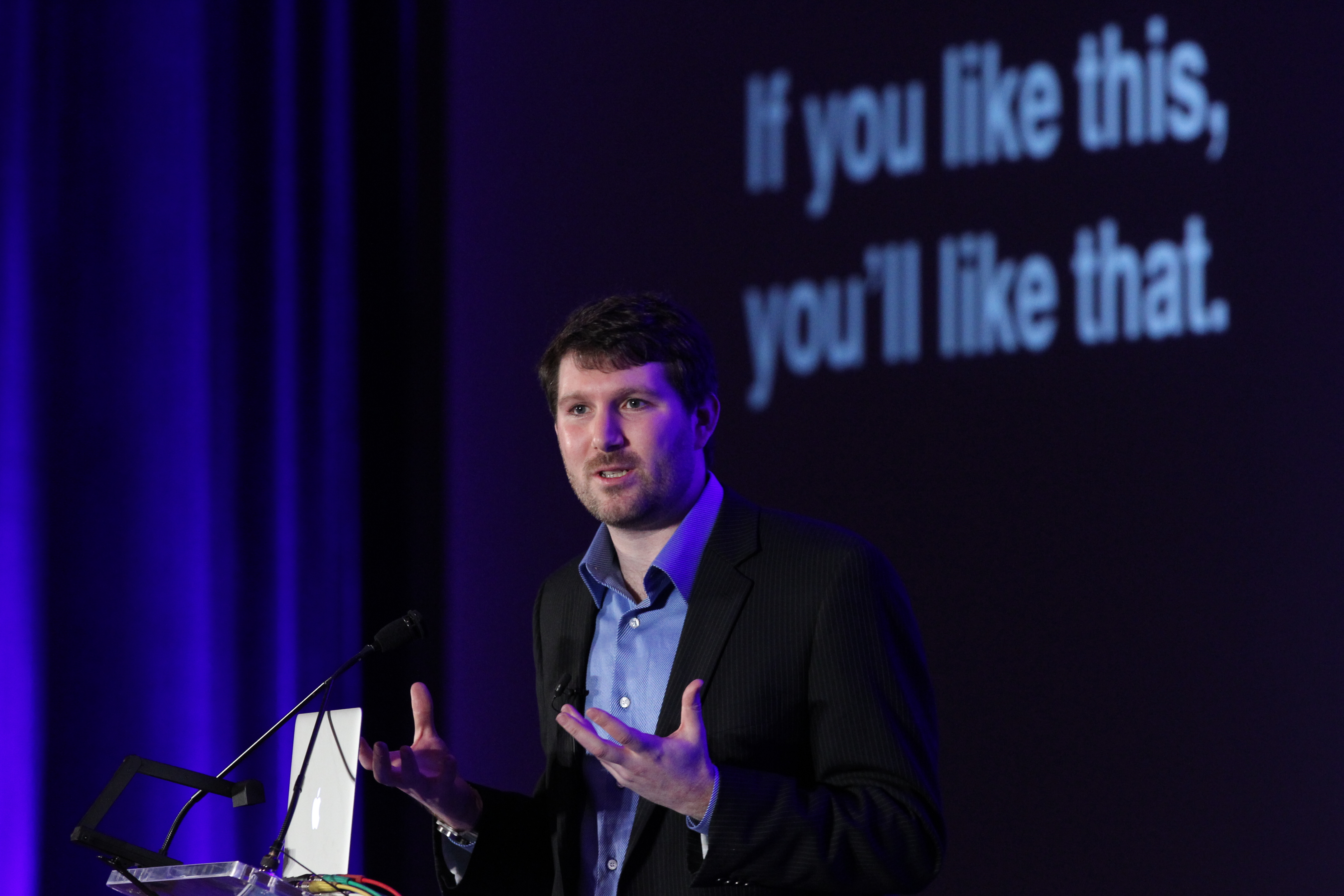
Eli Pariser en su Charla Ted sobre filtros burbuja

Filtro burbuja es el término que define al estado de aislamiento intelectual en el que puede derivar el uso de algoritmos por parte de las páginas web para personalizar el resultado de las búsquedas. Dichos algoritmos predicen y seleccionan la información que al usuario le podría interesar basándose en su información personal, como puede ser su ubicación, historial de búsquedas o los enlaces en los que hizo clic en el pasado. Como resultado, los usuarios son apartados de información que no concuerda con sus puntos de vista y se mantienen aislados en burbujas ideológicas y culturales.
El término fue acuñado por el ciberactivista Eli Pariser. De acuerdo con Pariser, debido a los filtros burbuja los usuarios están menos expuestos a puntos de vista conflictivos y son aislados intelectualmente en su propio sesgo informativo. Pariser relata un ejemplo en donde un usuario hace una búsqueda en Google con las siglas "BP" y obtiene como resultado noticias acerca de British Petroleum  mientras que otro usuario, haciendo exactamente la misma búsqueda, obtuvo información acerca del derrame de petróleo de Deepwater Horizon siendo los dos resultados de búsqueda muy diferentes entre ellos. Un ejemplo de filtros burbuja son los resultados de la búsqueda personalizada de Google y el hilo de noticias personalizadas de Facebook.
El efecto burbuja puede tener implicaciones negativas en el discurso cívico, de acuerdo con Pariser, pero hay opiniones contrastantes que dicen que el impacto es mínimo y solucionable.

Por lo tanto, los filtros burbuja son el universo propio, personal y único de información que cada uno vive en la red. Lo que haya en los filtros burbuja depende de la navegación y búsquedas pasadas que el usuario realiza; el problema de esto es que no decidimos lo que ingresa y más importante aún, no vemos qué es lo que se elimina.
Según Mark Zuckerberg: «Saber que una ardilla muere en tu jardín puede ser más relevante para tus intereses que saber que en África muere gente».

## Concepto
Pariser define los filtros burbuja como "el ecosistema personal de información que ha sido provisto por algoritmos".  Este mismo fenómeno se ha descrito también en otros términos como "marcos ideológicos" o "una esfera figurada que te rodea mientras navegas en Internet".
El filtro burbuja es resultante de un proceso de personalización para lo que se ha tenido en cuenta los clics del pasado del usuario, el historial de búsquedas, la ubicación geográfica del usuario, entre otros parámetros. Los filtros se sirven de estas herramientas y del análisis que estos hacen del comportamiento de los usuarios para ofrecer productos atractivos y cada vez más personalizados.
El historial de búsqueda es creado a través del tiempo cuando un usuario indica que un tópico le interesa a través de "dar clics a enlaces, viendo amigos, poniendo películas en lista de reproducción, leyendo noticias" y otras más. Una firma de Internet, utiliza entonces esta información para, estratégicamente, publicar anuncios para los usuarios o para hacer aparecer esos anuncios de forma casi permanente en las páginas de resultados del buscador. La preocupación de Pariser es, de alguna forma, similar a la hecha por Tim Berners-Lee en su reporte de 2010 de The Guardian a través de un efecto Hotel California ("Puedes registrarte, pero no puedes darte de baja"), lo cual sucede cuando las redes sociales de Internet no dejan que el usuario vea contenido de la competencia, como forma de obtener un mayor alcance de todos los usuarios de Internet. Se vuelve un "silo de contenido cerrado" con el riesgo de fragmentar la World Wide Web, de acuerdo con Berners-Lee. De esta forma, se puede tener en cuenta el contraste de conceptos en los cuáles la World Wide Web surgió, siendo ideada como un espacio donde todos los usuarios podrían compartir, conocer o informarse sin límites algorítmicos que limiten su consumo.
En la burbuja de filtros, Pariser advierte que el lado negativo de filtrar búsquedas es que "nos vuelve más cerrados a ideas y temas nuevos, y a información importante" y "crea la impresión de que nuestros limitados intereses son los únicos que existen".
A partir de estas consecuencias, suceden dos fenómenos: por una parte, el usuario se aleja de la información con la que no simpatiza, aislándose en su burbuja ideológica, ya que solamente consume contenido ajustado a sus preferencias. Esto genera que la red pierda su sentido como herramienta de empoderamiento, crítica y exposición de la diversidad.
De acuerdo a Pariser, los efectos que van en detrimento de los filtros burbuja, incluyen daño a la sociedad en general en el sentido de que tiene la posibilidad de "determinar el discurso cívico" y generar "mentes cerradas", promoviendo ciudadanos más vulnerables a "propaganda y manipulación". Pariser menciona al respecto:

Un mundo construido desde lo familiar es un mundo donde no hay nada que aprender... (ya que hay) auto propaganda invisible, que nos adoctrina con nuestras propias ideas.
Eli Pariser in The Economist, 2011

Pariser encuentra tres diferencias fundamentales entre las "burbujas" creadas por un sitio de internet y aquellas creadas por un medio tradicional como un periódico o un canal de televisión. La primera diferencia es que la burbuja creada por un sitio de internet aísla a un solo individuo, mientras que en la burbuja de un medio tradicional se pueden contar decenas, cientos o miles de personas. La segunda es la invisibilidad: mientras que el público sabe o puede suponer la ideología y las intenciones detrás de un medio de comunicación tradicional, le es imposible saber por qué Google le arrojó la lista de resultados en su búsqueda; desconoce en primera instancia cuál es la imagen o perfil que el sitio de internet se ha formado de él a partir de su historial y el resto de criterios utilizados para personalizar la búsqueda. La tercera es la falta de libertad inherente a las burbujas creadas en internet: mientras que las personas escogen sintonizar el noticiero de tal o cual canal de televisión o estación de radio, la mayoría de las veces la gente no sabe cómo escapar al sesgo que le presenta una búsqueda realizada en un sitio electrónico.

## Ejemplos
Se pueden encontrar filtros burbuja en:
- Google: filtra los resultados de búsqueda de acuerdo con las consultas previas de los usuarios y los enlaces que siguieron. Google rastrea más de 57 variables – dirección IP, la marca de la computadora, la ubicación, la ocupación, el software, el tamaño de las fuente - para determinar cuáles son los resultados de búsqueda que serán más relevante para cada persona. Lo “relevante” es en lo que la persona hace clic primero.[14][15]
- Bing: recopila datos de los usuarios[16] de sus usuarios. Algunos de estos datos son consultas de búsqueda, ubicación, términos de búsqueda o del comando que los usuarios proporcionan, junto con la dirección IP, los identificadores exclusivos incluidos en sus cookies, la fecha y hora de la búsqueda, la configuración del navegador de dicho usuario, y otra información sobre la interacción con sus servicios.[16]
- Yahoo!: utiliza la información personal de sus usuarios con los fines de personalizar la publicidad y el contenido que ven. Yahoo! recopila información personal de las personas al “registrarse en Yahoo!, al utilizar productos o servicios de Yahoo!, al visitar páginas de Yahoo! o de ciertos socios de Yahoo!, y al acceder a promociones u ofertas”,[17] además de información sobre transacciones con la compañía y con algunos de sus socios de negocios, y registra automáticamente información del ordenador y navegador.[17]
- Facebook ofrece sus servicios, personaliza el contenido y proporciona sugerencias para cada persona gracias al uso que hace de información que se rastrea con los clics de los usuarios, lo que los usuarios comparten, y los contactos con los que interactúan los internautas, datos incluidos en el contenido con el que interactúan, las acciones e información de otras personas que puedan incluir a los usuarios, además de información sobre los dispositivos electrónicos con los que acceden a Facebook, información de compras y transacciones dentro de los servicios de Facebook, así como información adicional proporcionada por socios de la compañía.[15][18]
- Twitter: usuarios de esta plataforma pueden optar por proporcionar información adicional para ayudar a Twitter a mejorar y a personalizar su experiencia en sus Servicios, esto abarca contenido y anuncios. Esta información incluye la agenda de contactos, la ubicación, cookies, Datos de registro, y Datos de widgets.[19]
- Tumblr: los anuncios que aparecen dependen de información proporcionado a Tumblr y a Yahoo!. Obtienen estos datos a través del historial de búsqueda, las recomendaciones de los amigo de los usuarios, las aplicaciones utilizadas o los intereses, edad, género o ubicación, entre otros.[20]
- YouTube: Google recopila información para brindar "los videos de YouTube que le pueden gustar"[21] a cada usuario. Recopila información sobre los servicios que el usuario utiliza y el modo en que los utiliza, como por ejemplo, cuando mira un video en YouTube.[21]
- The New York Times: utiliza la información que recolecta "para permitir que la publicidad se dirija a los usuarios para quienes dicha publicidad es más pertinente". El sitio web recolecta información cuando sus miembros interactúan con sus servicios, tanto información personal como "información no personal recabada por medio de la tecnología".[22]
- Washington Post: lleva información y contenido adaptado a los supuestos intereses y necesidades individuales al utilizar información proporcionada por los usuarios cuando se registran, al interactuar con sus servicios, o por fuentes de terceros.[23]
- Google Noticias: utiliza la información que recoge para "ofrecer contenido personalizado como, por ejemplo, resultados de búsqueda y anuncios más relevantes".[21]

## Reacciones
Hay reportes contradictorios acerca del alcance que tiene la filtración de información, sus posibles daños y/o beneficios. El analista Jacob Weinberg en Slate hizo un pequeño experimento no científico para probar la teoría de Pariser que incluía analizar cinco asociaciones con diferentes ideologías con exactamente el mismo propósito- el resultado de los cinco estudios fueron casi idéntico en cuatro de los casos, indicando que una burbuja de filtros no era, en efecto, lo que permite decir que una situación no adoctrina a todas las personas.
El profesor de leyes de Harvard Jonathan Zittrain discutió el alcance que tiene la personalización del filtrado de información y como distorsiona los resultados de búsqueda de Google. Zittrain argumenta que "los efectos de la personalización de búsqueda han sido ligeros". Más aún, hay reportes de que los usuarios pueden deshabilitar las funcionalidades de personalización en Google si escogen eliminar el historial web y a través de otros métodos. Un vocero de Google dijo que los algoritmos se añadieron al motor de búsqueda de Google para poder "limitar la personalización y promover la variedad" de los resultados.
Sin embargo, se ha dicho que Google puede mantener registro de los historiales de búsqueda de los usuarios sin tener una cuenta personal de Google o sin haber iniciado sesión. Se hizo un reporte que sugirió que Google tiene información que "vale por 10 años" obtenida de diferentes fuentes como Gmail, Google Maps, y otros servicios además de su motor de búsqueda. El analista Doug Gross de CNN sugirió que las búsquedas filtradas parecían ser de más ayuda para los consumidores que para los ciudadanos, y podrían ayudar a un consumidor que está buscando "pizza" a encontrar opciones de entrega en su área local basado en búsquedas personalizadas y filtrando adecuadamente tiendas distantes al consumidor.
Se está de acuerdo en que sitios de Internet como Washington Post, The New York Times, y otras están dirigiendo su esfuerzo para crear motores personalizados de información, con el objetivo de ajustar los resultados de búsqueda a aquellos resultados con los que el usuario esté de acuerdo o sean de su agrado.

## Alternativas para contrarrestar el sesgo informativo
Periser cree que empresas como Facebook y Google deberían crear espacios abiertos y transparentes de comunicación con sus usuarios, que permitan además, la exposición a ideas diferentes, mediante, por ejemplo, el control y la regulación del alcance de sus algoritmos. Por otro lado, los usuarios no solo deberían saber cómo decide Facebook qué muestra y qué no, sino que debería permitir el acceso a los datos que tienen de sus usuarios.
Desde el plano del usuario, éste también debería hacer el esfuerzo para “encontrar nuevas ideas”, ya sea buscándolas activamente o engañando a los algoritmos al mostrar preferencias por temas y puntos de vista diferentes. También se pueden borrar las cookies, usar navegadores en modo incógnito y revisar o borrar los datos que los servicios tengan de nosotros.

### Desde los usuarios
Los usuarios pueden realizar muchas acciones para explotar sus filtros burbuja, tal como se mencionó anteriormente, realizando un esfuerzo consciente para evaluar qué información se están exponiendo y pensando críticamente si se relacionan con una amplia gama de contenido. Este punto de vista sostiene que los usuarios deben cambiar la psicología de cómo se acercan a los medios. La clasificación social y otras prácticas discriminatorias atribuidas a algoritmos que aprenden de las búsquedas son también una problemática que debe ser tenida en cuenta a la hora de hacer una crítica sobre lo que motores de búsqueda reproducen. También es una preocupación el efecto de los filtros burbuja en la democracia, ya que se manipulan las noticias, se contribuye la proliferación de "noticias falsas" y puede influir en la orientación política, incluida la forma en que los usuarios votan.
Casos y herramientas de expansión informativa para usuarios
Sitios web como AllSides y HiFromTheOtherSide tienen como objetivo exponer a los lectores a diferentes perspectivas con contenido diverso, dando oportunidades de contradecir nuestras creencias y opiniones. Por ejemplo, Escape Your Bubble era un proyecto donde se les pedía a los usuarios que indiquen un partido político específico del que desean estar más informados. Luego, sugería artículos para ser leídos en relación con ese partido político, alentando a los usuarios a educarse más sobre la otra parte.
Por otro lado, también hay aplicaciones destinadas a romper el sesgo informativo, como Read Across the Aisle, una aplicación de noticias que revela si los usuarios leen o no diversas fuentes nuevas que incluyen múltiples perspectivas. Cuando los usuarios solo leen las noticias desde una perspectiva, la aplicación lo comunica al usuario y alienta a los lectores a explorar otras fuentes con puntos de vista opuestos. Aunque las aplicaciones y los complementos son herramientas que los humanos pueden usar, Eli Pariser afirmó "ciertamente, aquí hay una responsabilidad individual de buscar realmente nuevas fuentes y personas que no sean como uno".
Otra alternativa, enfocada al consumo de publicidad personalizada, es la posibilidad de los usuarios de bloquearlas al eliminar su historial de búsqueda, desactivar los anuncios segmentados o descargar extensiones del navegador tales como AdBlock o extensiones que promuevan el debilitamiento de los filtros burbuja. Extensiones como Escape your Bubble para Google Chrome tienen como objetivo ayudar a curar contenido y evitar que los usuarios solo estén expuestos a información sesgada, mientras que las extensiones de Mozilla Firefox como Lightbeam y las cookies autodestructivas permiten a los usuarios visualizar cómo se hace un seguimiento de sus datos. También existen motores de búsqueda anónimos o no personalizados como YaCy, duckduckgo o StartPage evitan que las empresas recopilen sus datos de búsqueda web.

### Desde las empresas
Las empresas de medios digitales deben ser capaces de formar espacios de transparencia para que los usuarios accedan a otros tipos de contenidos, por fuera de un espacio mediático destinado a lo mercantil, ya que el consumo no puede estar influenciado solo por lo que conviene económicamente, sino que también debe estar dispuesto como una posibilidad de conocimiento y exposición de pluralidad de miradas y realidades distintas.
Casos de empresas contrarrestando los filtros burbuja
A continuación, se presentan algunas acciones de empresas que empezaron a limitar la formación de filtros burbuja.
A raíz de las recientes noticias sobre el filtrado de la información en las redes sociales, Facebook reconoció la presencia de filtros burbuja y avanzó hacia su eliminación. Por ejemplo, en enero de 2017, Facebook eliminó la personalización de su lista de temas de tendencia. Facebook también está intentando pasar por un proceso de investigación por el cual solo se mostrarán los artículos de fuentes confiables. Junto con el fundador de Craigslist, Facebook busca "aumentar la confianza en el periodismo en todo el mundo para informar mejor".
Del mismo modo, Google, desde el 30 de enero de 2018 también ha reconocido la existencia de filtros burbuja dentro de su plataforma debido a que las búsquedas actuales de Google obtienen resultados clasificados algorítmicamente en función de la "relevancia".
Mozilla, cuyos servicios alojan el motor web Firefox, anunció la formación de la Iniciativa de Confianza en la Información de Mozilla (MITI). El MITI serviría como un esfuerzo colectivo para desarrollar productos, investigaciones y soluciones basadas en la comunidad para combatir los efectos de los filtros burbuja y la proliferación de noticias falsas. El equipo de Mozilla lidera la iniciativa, luchando para combatir la desinformación, con un enfoque específico en el producto con respecto a la alfabetización, la investigación y las intervenciones creativas.

## Ética digital
Rais Busom en su artículo titulado "Prolegómenos para una ética digital" describe una serie de cuestiones para pensar una ética digital. Este punto de partida puede contribuir a pensar las relaciones que debemos anteponer para pensar los filtros burbuja y las acciones frente a los medios digitales masivos y las acciones frente a otros usuarios o los contenidos que rechazamos consumir.
El autor establece una serie de principios en los que se basa la ética digital:
1. Responsabilidad: la ética digital debe ser planteada como un deber y no un derecho.
2. Universalidad Dinámica: la colaboración de un mundo digital tiene carácter universal, por lo tanto, un grupo tiene responsabilidad de la acción de sus partes.
3. Autodeterminación Digital: este punto hace referencia a la libertad digital, definida por la acción colectiva. La libertad de la colectividad de un grupo debe ser libre también para establecer sus propias normas.
4. Racionalidad Práctica: la razón debe ser la base para establecer comportamientos y tomar decisiones.
5. Intersubjetividad: Como subjetividad de muchos individuos, los cuales en colectividad forman una intersubjetividad.

Una vez establecidos estos principios, se infieren deberes digitales como:
1. Deber de conexión: es un deber el estar conectado.
2. Deber de transparencia: es un deber la trazabilidad transparente de nuestros actos.
3. Deber de ecuanimidad: el aspecto más social de esta ética es la necesidad de asegurar las mismas oportunidades y condiciones para todos.
4. Deber de participación: la participación colectiva e individual deber ser garantes de perdurabilidad.
5. Deber de protección: ayudar, escuchar y mantener el respeto hacia el otro.

Se plantea al usuario una nueva dicotomía de consumos de medios digitales: desde un punto ético y crítico se puede generar un espacio de conversación y por el otro lado, un espacio de cuestionamiento que delibere en pensamientos abiertos sobre cuestiones que pueden entorpecer una comunicación efectiva entre usuarios, que en definitiva, son ciudadanos de una sociedad.